# Aesch, Luzern
Aesch är en ort och kommun i distriktet Hochdorf i kantonen Luzern, Schweiz. Kommunen har 1 405 invånare (2023).